# Aétios d'Amida
Pour les articles homonymes, voir Aétios.
Aétios d'Amida (en grec Ἀέτιος Ἀμιδηνός, en latin Aetius Amidenus, en français parfois Aèce d'Amide) est un médecin grec de l'Antiquité tardive, auteur d'une vaste compilation des connaissances médicales de son époque, les Ίατρικά.

## Biographie
Ces Ἰατρικά sont un cours complet de médecine en seize livres, et sont recensés dans le codex 221 de la Bibliothèque de Photius, qui livre quelques informations sur l'auteur. Natif d'Amida (actuellement Diyarbakir), il fit ses études à Alexandrie et exerça à Constantinople. Certains manuscrits lui attribuent le titre officiel de « κόμης ὀψικίου » (en latin « comes obsequii »), qui correspondait à une fonction au palais impérial.
Quant à l'époque où il a vécu, elle ne peut être qu'approximativement fixée : il cite le patriarche Cyrille d'Alexandrie (en fonction de 412 à 444) ; il cite aussi un « Petrus Archiater » qui est sans doute le médecin de Théodoric le Grand ; il est lui-même cité par Alexandre de Tralles (seconde moitié du VIe siècle). Ces indications permettent de fixer avec vraisemblance son floruit vers 530.
Plusieurs passages de son œuvre montrent qu'il était chrétien.

## Œuvre
Aétios d'Amida fait partie des trois plus importants auteurs médicaux grecs de l'Antiquité tardive, avec Oribase de Pergame et Paul d'Égine.
Son œuvre, comme celle d'Oribase, est une compilation d'extraits de médecins antérieurs (principalement Galien, dont il reproduit de nombreux passages, mais aussi Nicandre de Colophon pour les poisons, Dioscoride pour les remèdes, Rufus d'Éphèse, Archigène, Oribase lui-même et bien d'autres), illustrés par des observations cliniques personnelles et associés à de fréquentes considérations magiques et religieuses (notamment les charmes et amulettes répandus à l'époque en Égypte). 
Sa compilation se recommande par sa clarté. Sinon, il est intéressant par la précision avec laquelle il décrit les opérations chirurgicales, qui dénote une grande pratique personnelle. Il a étudié la goutte (qu'il distingue du rhumatisme), les maladies de l'œil (il en distingue 61 différentes, livre VII), les parasites de l'homme et des animaux (il est le premier à identifier la filaire de Médine, que Soranos d'Éphèse considérait comme un nerf), les stupéfiants. Il décrit de nombreux emplâtres, onguents et autres médicaments externes. Un livre important (livre XVI) est consacré à la gynécologie et à l'obstétrique (il y décrit l'opération du cancer du sein, et l'excision).

## Texte
Les huit premiers livres ont été imprimés en grec, à Venise, chez les Aldes, en 1554. Les autres sont toujours inédits en langue originale (manuscrits conservés à Paris et à Vienne). Mais il y a eu plusieurs éditions en latin : à Bâle en 1535, 1542, 1549 ; à Venise, sous le titre Constructæ ex veteribus medicinæ tetrabiblos, reprise d'une édition bâloise de Janus Cornarius, en 1543 ; à Lyon en 1549 et 1560, à Paris en 1567 (dans l'édition des Artis medicæ principes d'Henri Estienne).

## Édition
- Alessandro Olivieri (éd.), Aetii Amideni libri medicinales, I-IV, Teubner, Leipzig, 1935 ; V-VIII, Teubner, Leipzig, 1950.
- Aetius d'Amide, Hugo Solerius et Paul d'Egine, Contractae ex veteribus medicinae tetrabiblos, hoc est, quaternio, sive libri universales quatuor, singuli quatuor sermones complectentes, ut sint in summa quatuor sermonum quaterniones, id est, sermones sedecim, per Janum Cornarium Medicum Physicum latine conscripti. Accesserunt in duos priores libros (quos de simplicibus scripsit) scholia, rei medicae studiosis plurimu[m] profutura, per Hugonem Solerium Sanionensem, Medicum, nunc primum in lucem edita, 1549, lire en ligne, sur la Bibliothèque numérique de l'université Clermont-Auvergne